# László Bíró (zápasník)
László Bíró (* 9. června 1960 Tura, Maďarsko) je bývalý maďarský zápasník.
Větších úspěchů dosáhl ve volném stylu, zápasil však i v zápase řecko-římském. V roce 1980 na olympijských hrách v Moskvě obsadil ve volném stylu v kategorii do 48 kg šesté místo, v roce 1988 na hrách v Soulu čtvrté místo v kategorii do 52 kg. V roce 1986 vybojoval stříbro na mistrovství světa. V roce 1982 vybojoval zlato, v roce 1983 a 1984 stříbro na mistrovství Evropy.